# Catégories de médicaments
 (février 2024).
Si vous disposez d'ouvrages ou d'articles de référence ou si vous connaissez des sites web de qualité traitant du thème abordé ici, merci de compléter l'article en donnant les références utiles à sa vérifiabilité et en les liant à la section « Notes et références ».
 (novembre 2024).
Les catégories de médicaments sont des classifications utilisées pour regrouper les différents types de médicaments en fonction de leur utilisation, leurs composants, leur mode d'enregistrement réglementaire, etc.

## Classification générale

### Analgésiques et Anti-inflammatoires
- Analgésiques d’action périphérique prépondérante
- Analgésiques d’action centrale prépondérante
- Antispasmodiques
- Anti-inflammatoires non stéroïdiens = AINS
- Anti-inflammatoires stéroïdiens = Corticoïdes

### Antibiotiques et Antibactériens
- Bêta-lactamines
- Aminosides = Aminoglycosides
- Macrolides et apparentés
- Antibiotiques ayant une action antistaphylococcique conservée
- Tétracyclines = Cyclines
- Phénicolés
- Polypeptides cycliques = Polymyxines
- Sulfamides et Diaminopyrimidines
- Quinolones
- Dérivés nitro-imidazolés
- Antibiotiques divers
- Autres antibactériens

### Antituberculeux et Antilépreux
- Antituberculeux
- Antilépreux

### Antimycosiques
- Antifongiques peu ou pas résorbés par voie orale
- Antifongiques ayant une action systémique
- Antifongiques à usage local
- Antifongiques à usage gynécologique

### Antiviraux
- Antiviraux généraux actifs sur le VIH = Antirétroviraux
- Antres antiviraux généraux
- Antiviraux à usage local

### Cardiologie
- Bêta-bloquants
- Dérivés nitrés
- Sydnonimines
- Activateurs des canaux potassiques
- Agents ionotropes ou tonicardiaques
- Diurétiques
- Antagonistes de l’angiotensine II = ARA II = Sartans
- Inhibiteurs calciques
- Antihypertenseurs vasodilatateurs
- Antihypertenseurs d’action centrale
- Antiarythmiques
- Correcteurs des bradycardies
- Correcteurs des hypotensions
- Anti-ischémiques
- Veinotropes et antihémorroïdaires
- Médicaments de l’hypertension artérielle pulmonaire (HTAP)
- Divers

### Dermatologie
- Dermocorticoïdes = Corticoïdes percutanés
- Antiacnéiques
- Médicaments des affections du cuir chevelu
- Antiseptiques à usage externe
- Antibiotiques à usage local en dermatologie
- Antiviraux à usage local en dermatologie : Antiherpétiques
- Agents de détersion des plaies et cicatrisants
- Kératolytiques, réducteurs et antipsoriasiques
- Médicaments agissant sur la pigmentation
- Autres médicaments utilisés en dermatologie

### Diététique et Nutrition
- Éléments de diététique et nutrition
- Diététique pharmaceutique
- Médicaments utilisés dans les surcharges pondérales
- Orexigènes = stimulants de l’appétit
- Produits divers
- Nutrition artificielle

### Endocrinologie
- Hormones thyroïdiennes et antithyroïdiennes
- Hormones surrénaliennes et anticortisoliques
- Antioestrogènes
- Androgènes
- Antiandrogènes
- Antigonadotropes
- Agonistes de la LH-RH = Analogues de la Gn-RH
- Inhibiteurs de l’hormone de croissance
- Hormone de croissance (GH)
- Inhibiteurs de la sécrétion de prolactine
- Analogues de l’hormone antidiurétique : Desmopressine
- Inhibiteurs de la sécrétion de parathormone ou PTH
- Produits divers

### Gastro-entérologie et hépatologie
- Antireflux gastro-œsophagien
- Antiémétiques
- Antiulcéreux
- Antidiarrhéiques
- Antiinfectieux intestinaux
- Antiinflammatoires coliques
- Laxatifs = accélérateurs du transit intestinal
- Pansements gastriques
- Pansements gastro-intestinaux
- Extraits pancréatiques
- Médicaments des infections hépato-biliaires
- Médicaments utilisés en soins intensifs

### Gynécologie obstétrique et contraception
- Contraception
- Interruption de la grossesse
- Œstrogènes, progestérone et progestatifs de synthèse
- Inducteurs de l’ovulation
- Ocytociques
- Utérorelaxants
- Anti-infectieux locaux à usage gynécologique
- Autres produits

### Hématologie
- Antianémiques
- Anticoagulants et antithrombotiques
- Antiagrégants plaquettaires
- Thrombolytiques
- Hémostatiques généraux
- Antres médicaments

### Immunologie et Allergologie
- Antihistaminiques
- Immunodépresseurs
- Inhibiteurs de la C1 estérase
- Immunostimulants divers

### Médicaments des troubles métaboliques
- Troubles de la glycorégulation
- Troubles du métabolisme des lipides
- Troubles du métabolisme du potassium
- Troubles du métabolisme phosphocalcique
- Vitamines
- Apports d’eau, d’ions et d’oligo-éléments
- Médicaments de troubles métaboliques rares

### Neurologie
- Analgésiques spécifiques de certaines douleurs rebelles
- Antiépileptiques
- Antimigraineux
- Antiparkinsoniens
- Produits utilisés dans le syndrome des jambes sans repos
- Antioedémateux cérébraux
- Anticholinestérasiques utilisés dans la myasthénie
- Produits utilisés dans la maladie d’Alzheimer
- Produits utilisés dans la sclérose latérale amyotrophique
- Antispastiques
- Toxines botuliques
- Immunomodulateurs utilisés dans la sclérose en plaques
- Autres médicaments

### Ophtalmologie
- Collyres d’examen et mydriatiques
- Anti-infectieux locaux, cicatrisants, antioedémateux cornéens
- Antiviraux locaux en ophtalmologie
- Antiglaucomateux
- Médicaments divers utilisés en ophtalmologie

### Oto-rhino-laryngologie
- Décongestionnants ORL = Vasoconstricteurs ORL
- Autres médicaments utilisés par voie nasale
- Gouttes auriculaires
- Antivertigineux

### Parasitologie
- Antifongiques
- Médicaments des protozooses
- Antihelminthiques
- Antiparasitaires d’usage externe
- Produits divers

### Pneumologie
- Bronchodilatateurs et antiasthmatiques
- Fluidifiants ou Mucolytiques
- Analeptiques respiratoires
- Antitussifs
- Autres médicaments utilisés en pneumologie

### Psychiatrie
- Anxiolytiques = Tranquillisants dits mineurs
- Hypnotiques
- Antidépresseurs = Thymoanaleptiques
- Normothymiques = Thymorégulateurs
- Neuroleptiques = Tranquillisants dits majeurs
- Psychostimulants = Nooanaleptiques
- Antiasthéniques divers
- Psychotropes divers non classables
- Médicaments utilisés contre les toxicomanies

### Réanimation et toxicologie
- Apport d’eau, d’ions et apport d’oligo-éléments
- Solutés de remplissage vasculaire
- Nutrition entérale et parentérale
- Traitements utilisés dans les intoxications
- Divers

### Rhumatologie
- Analgésiques et anti-inflammatoires
- Troubles de métabolisme phosphocalcique
- Antigoutteux et Hypouricémiants
- Traitements des ostéopathies
- Traitements de fond de la polyarthrite rhumatoïde
- Myorelaxants en antispastiques
- Enzymes utilisés pour la destruction des hernies discales
- Antiarthrosiques symptomatiques d’action lente
- Médicaments divers

### Stomatologie
- Médicaments anti-infectieux locaux
- Prévention des caries dentaires : fluor en stomatologie
- Correcteurs des hyposialies et xérostomies
- Produits utilisés dans les aphtes buccaux
- Produits utilisés dans les parodontopathies

### Urologie
- Antibactériens et antiseptiques urinaires
- Modificateurs du pH urinaire
- Traitements des lithiases urinaires
- Médicaments de l’adénome prostatique
- Médicaments de la vessie instable
- Médicaments antiénurétiques
- Médicaments des impuissances
- Autres médicaments

### Vaccins, immunoglobulines, sérothérapie
- Vaccins
- Immunoglobulines humaines d’origine plasmatique
- Sérums hétérologues d’origine équine
- Divers

### Cancérologie
- Antimétabolites
- Alkylants
- Intercalants
- Médicaments interagissant avec la tubuline
- Agents différenciateurs
- Anticorps monoclonaux et radio-isotopes en cancérologie
- Inhibiteurs du protéasome
- Anticancéreux divers
- Hormonothérapie en cancérologie
- Cytokines
- Cytoprotecteurs

### Anesthésiques locaux
- Anesthésiques locaux injectables
- Anesthésiques locaux de surface (non injectables)

## Classification détaillée

### Antiacides
- Bicarbonate de sodium
- Hydroxyde de magnésium
- Maalox

### Antagonistes du calcium (bloqueurs des canaux calciques)
- Dihydropyridines
  - Amlodipine
  - Félodipine
  - Lercanidipine
  - Nifédipine
  - Nicardipine

- Diltiazem
- Vérapamil

### Antiagrégants plaquettaires
- Clopidogrel

- Aspirine

### Antiarythmiques
- Antiarythmiques
  - Molécules de Classe I
    - Classe Ia
      - Disopyramide
      - Moricizine
      - Procaïnamide
      - Quinidine

    - Classe Ib
      - Lidocaïne
      - Mexiletine
      - Phénytoïne
      - Tocaïnide

    - Classe Ic
      - Flécaïnide
      - Moricizine
      - Propafénone

  - Classe II (Bèta 1 bloquants)
    - Esmolol
    - Metoprolol
    - Propranolol

  - Classe III
    - Amiodarone
    - Brétylium
    - Dofétilide
    - Ibutilide
    - Sotalol

  - Classe IV
    - Diltiazem
    - Vérapamil

  - Classe V
    - Adénosine
    - Digoxine

### Antibiotiques
- Antibiotiques
  - Aminosides
    - amikacine
    - dibékacine
    - gentamicine
    - kanamycine
    - néomycine
    - nétilmicine
    - paromomycine
    - sisomycine
    - streptomycine
    - tobramycine

  - β-lactamines
    - carbapénèmes
      - ertapénème
      - imipénème
      - méropénème

    - céphalosporines
      - céphalexine
      - céfuroxime
      - céfadroxil
      - ceftazidime

    - monobactames
      - aztréonam

    - pénicillines

  - glycopeptides
    - vancomycine
    - teïcoplanine
    - ramoplanine
    - décaplanine

  - macrolides
    - érythromycine
    - azithromycine
    - clarithromycine
    - roxithromycine
    - Kétolides
      - télithromycine

  - oxazolidinones
    - linézolide
    - quinupristin/dalfopristin

  - polymyxine
    - polymyxine B
    - colistine

  - quinolones (fluoroquinolones)
    - ciprofloxacine
    - ofloxacine
    - norfloxacine
    - lévofloxacine

  - streptogramines
  - sulfamidés
  - tétracyclines
  - Autres antibiotiques :
    - chloramphénicol
    - clindamycine
    - acide fusidique
    - triméthoprime

### Anticholinergiques
- Anticholinergiques
  - Antagonistes des récepteurs muscariniques
    - Alcaloïdes de la belladone
      - Atropine
      - N-Butylscopolamine
      - Scopolamine

    - Synthétiques et Semisynthétiques
      - Dicyclomine
      - Flavoxate
      - Ipratropium
      - Oxybutynine
      - Pirenzépine
      - Toltérodine
      - Tropicamide

  - Antagonistes des récepteurs nicotiniques
    - Trimethaphan
    - Agents bloquants musculaires nondépolarisants
      - Atracurium
      - Doxacurium
      - Mivacurium
      - Pancuronium
      - Tubocurarine
      - Vécuronium

    - Agents bloquants musculaires dépolarisants
      - Chlorure de suxamethonium

### Antiépileptiques
- Antiépileptiques
  - Barbituriques
    - Méthylphénobarbital
    - Phénobarbital
    - Primidone
    - Barbexaclone
    - Métharbital

  - Hydantoïnes
    - Éthotoïne
    - Phénytoïne
    - Méphénytoïne
    - Fosphénytoïne

  - Oxazolidines
    - Paraméthadione
    - Triméthadione
    - Éthadione

  - Succinimides
    - Éthosuximide
    - Phensuximide
    - Mesuximide

  - Benzodiazépines
    - Alprazolam
    - Bromazépam
    - Chlordiazépoxide
    - Clonazépam
    - Clorazépate
    - Diazépam
    - Flunitrazépam
    - Lorazépam
    - Médazépam
    - Midazolam
    - Nimétazépam
    - Oxazépam
    - Prazépam
    - Témazépam
    - Triazolam

  - Carboxamides
    - Carbamazépine
    - Oxcarbazépine
    - Valpromide
    - Acide valproïque (Valproate)
    - Acide aminobutyrique
    - Vigabatrine
    - Progabide
    - Tiagabine

  - Autres
    - Sultiame
    - Phénacémide
    - Lamotrigine
    - Felbamate
    - Topiramate
    - Gabapentine
    - Phénéturide
    - Lévétiracétam
    - Béclamide
    - Bromure de potassium

### Anticoagulants circulants
- Fibrinogène

### Anticoagulants de type AVK
- Coumarines
  - Acénocoumarol

### Antidiarrhéiques
- Antidiarrhéiques
  - Lopéramide

### Antihistaminiques H1
- Cétirizine & Lévocétirizine
- Desloratadine
- Loratadine
- Méquitazine

### Antihistaminiques H2
- Cimétidine
- Ranitidine
- Famotidine
- Nizatidine

### Antihypertenseurs
Voir (dans cette liste) :
- Bèta-bloquants
- Antagonistes du calcium
- Inhibiteurs de l'enzyme de conversion
- Inhibiteurs de l'angiotensine II
- Antihypertenseurs divers

### Antipsychotiques
- Antipsychotiques
  - Atypiques
    - Aripiprazole
    - Clozapine
    - Olanzapine
    - Quétiapine
    - Rispéridone
    - Ziprasidone

  - Neuroleptiques
    - Chlorpromazine
    - Fluphénazine
    - Halopéridol
    - Loxapine
    - Perphénazine
    - Pimozide
    - Thioridazine
    - Trifluopérazine

  - Agonistes de la dopamine
    - Aripiprazole

  - Sels de lithium
  - Phénothiazine

### Antispasmodiques
- Antispasmodiques
  - Alvérine
  - Phloroglucinol
  - Trimébutine

### Antithyroïdiens de synthèse
- Carbimazole
- Thiouracile

### Anxiolytiques
- Dépresseurs du système nerveux central
  - Alcool
  - Benzodiazépines
    - Alprazolam
    - Bromazépam
    - Chlordiazépoxide
    - Clonazépam
    - Clorazépate
    - Diazépam
    - Flunitrazépam
    - Lorazépam
    - Médazépam
    - Midazolam
    - Nimétazépam
    - Oxazépam
    - Prazépam
    - Témazépam
    - Triazolam
    - Imidazopyridines
      - alpidem
      - zolpidem

  - Barbituriques

### Bêta-bloquants
- Acébutolol
- Aténolol
- Bisoprolol
- Carvédilol
- Céliprolol
- Esmolol
- Labétalol
- Metoprolol
- Nadolol
- Oxprénolol
- Pindolol
- Propranolol
- Sotalol
- Timolol

### Cardiotoniques
- Hétérosides
  - Digoxine
  - Digitoxine (Digitaline)

### Diurétiques
- Diurétiques
  - Inhibiteurs de l'anhydrase carbonique
    - Acétazolamide
    - Dorzolamide

  - Diurétiques de l'anse
    - Furosémide

  - Diurétique osmotique
    - Mannitol

  - Diurétique épargneur de potassium
    - Amiloride
    - Spironolactone

  - Thiazidiques
    - Hydrochlorothiazide

### Hypnotiques
- Hypnotiques
  - Hydrate de chloral
  - Ethchlorvynol
  - Méthaqualone
  - Autres hypnotiques
    - Imovane

### Hypoglycémiants injectables
- Insulines

### Hypoglycémiants oraux
- Sulfamidés hypoglycémiants
- Guanidines

### Hypolipémiants
- Fibrates
  - Clofibrate
- Statines
  - Cérivastatine
  - Pravastatine
  - Simvastatine

### Inhibiteurs de l'enzyme de conversion
(IEC ou IECA)
- Inhibiteurs de l'enzyme de conversion
  - Captopril
  - Fosinopril
  - Périndopril
  - Quinalapril

### Inhibiteurs de l'angiotensine II
- Inhibiteurs de l'angiotensine II voir (dans cette liste) Sartans

### Mucolytiques
- Tiopronine

### Nootropiques
- Nootropiques
  - Racétams
    - Piracétam
    - Aniracétam
    - Etiracétam
    - Nefiracétam
    - Oxiracétam
    - Pramiracétam
    - Rolziracétam

  - Mésilates
  - DMAE

### Phényléthylamines
- Phénéthylamines
  - Phénéthylamines substituées
    - Mescaline
    - 2C-B
    - 2C-C
    - 2C-E
    - 2C-I
    - 2C-T-2
    - 2C-T-4
    - 2C-T-7
    - 2C-T-21

  - Amphétamines substituées
    - 2,5-diméthoxy-4-méthylamphétamine
    - 2,5-diméthoxy-4-bromoamphétamine (DOB)
    - 2,5-diméthoxy-4-iodoamphétamine (DOI)

### Sartans (Antagonistes de l'angiotensine II)
- Candésartan
- losartan
- Valsartan

### Triptans
- Almotriptan
- Élétriptan
- Frovatriptan
- Naratriptan
- Rizatriptan
- Sumatriptan
- Zolmitriptan